# Heerde-West

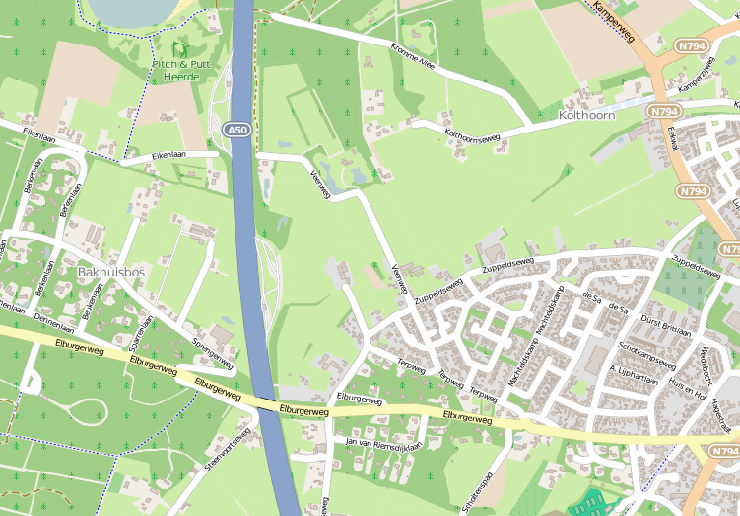
A50 tussen Zuppeld en Bakhuisbos (Heerde-West)

Heerde-West bestaat uit het westelijke deel van de Nederlandse plaats Heerde. Er zijn twee woonwijken die van elkaar worden gescheiden door het multifunctionele gebouw 'de Rhijnsberg en de daarlangs lopende Rhijnsburglaan.  Ten westen van de Rhijnsburglaan ligt de wijk Zuppeld. Meer oostelijk, tegen het centrum van Heerde aan, ligt het kleinere Schotkamp.
Er is nog een wijk/buurtschap in Heerde-West genaamd Bakhuisbos. Deze wijk wordt van Zuppeld gescheiden door de snelweg A50 en verbonden met het centrum van Heerde door de Elburgerweg. Bakhuisbos ligt nog westelijker van het centrum van Heerde, tegen de bossen aan. 
In totaal heeft Heerde-West een groot aandeel in het inwonersaantal van de plaats Heerde. De wijken samen tellen namelijk (circa) 4000 inwoners. Er wonen vooral autochtone mensen in Heerde-West.
In de zomer van 2010 brandde, op de plek waar nu 'de Rhijnsberg' staat, een basisschool af. Bij de bouw van de Rhijsberg is een deel van de A. Lijphartlaan verloren gegaan om plaats te maken voor het gebouw. In de Rhijnsberg zijn 2 basisscholen gevestigd en een buitenschoolse kinderopvang.